# Linia kolejowa nr 423
Linia kolejowa nr 423 – nieistniejąca obecnie linia kolejowa, łącząca stację Chwarstnica ze stacją Swobnica. Wybudowano ją w roku 1895. Zamknięta została w 1991 roku, a rok później rozebrano odcinek Banie – Swobnica. W 2007 roku rozebrano pozostały odcinek linii Chwarstnica – Banie.
Starotorzem przebiega odcinek szlaku rowerowego Blue Velo.  